# 1558 Järnefelt
1558 Järnefelt eller 1942 BD är en asteroid i huvudbältet som upptäcktes den 20 januari 1942 av den finska astronomen Liisi Oterma vid Storheikkilä observatorium. Den har fått sitt namn efter den finske astronomen Gustaf Järnefelt.
Asteroiden har en diameter på ungefär 54 kilometer.